# Фусин
Фусин (阜新) град је Кини у покрајини Љаонинг. Према процени из 2009. у граду је живело 698.761 становника.

## Становништво
Према процени, у граду је 2009. живело 698.761 становника.
| 1990.   | 2000.   | 2009    |
| ------- | ------- | ------- |
| 586.261 | 657.442 | 698.761 |